# Cazac (Alto Garona)
Cazac (em occitano:  Casac) é uma comuna francesa na região administrativa da Occitânia, no departamento do Alto Garona. Estende-se por uma área de 6.23 km², com 87 habitantes, segundo o censo de 2018, com uma densidade de 14 hab/km².